# Звирбулис, Армандс
Армандс Звирбулис (латыш. Armands Zvirbulis; род. 11 сентября 1987, Гулбене) — латвийский борец вольного стиля, участник Олимпийских игр в Лондоне.

## Карьера
В сентябре 2011 года на чемпионате мира в Стамбуле в схватке за бронзовую медаль уступил грузину Дато Марсагишвили, занял в итоге 5 место, тем самым добыл путёвку на Олимпийские игры в Лондон. В августе 2012 года на Олимпиаде в 1/8 финала одолел венесуэльца Хосе Даниэль Диаса, а в 1/4 финала уступил Сослану Гатциеву из Белоруссии и занял в итоге 10 место. В ноябре 2013 года в уступив в финале грузину Георгий Чхартишвили стал серебряным призёром мемориала Анри Деглана во французской Ницце. 26 марта 2019 года Звирбулис возглавил Федерацию борьбы Латвии. В июле 2016 года в Юрмале стал победителем на открытом чемпионате Латвии по пляжной борьбе. С июня 2017 года является тренером Анастасии Григорьевой. С апреля 2019 года является президентом федерации борьбы Латвии.

## Спортивные результаты
- Чемпионат Европы по борьбе среди юниоров 2007 — 1;
- Чемпионат Европы по борьбе 2008 — 18;
- Чемпионат Европы по борьбе 2009 — 16;
- Чемпионат мира по борьбе 2009 — 19;
- Чемпионат Европы по борьбе 2010 — 9;
- Чемпионат мира по борьбе 2010 — 20;
- Чемпионат мира по борьбе 2011 — 5;
- Чемпионат Европы по борьбе 2012 — 5;
- Олимпийские игры 2012 — 10;
- Чемпионат Европы по борьбе 2013 — 9;
- Универсиада 2013 — 23;
- Чемпионат мира по борьбе 2013 — 27;
- Чемпионат Европы по борьбе 2014 — 19;
- Европейские игры 2015 — 10;
- Чемпионат мира по борьбе 2015 — 9;
- Чемпионат Европы по борьбе 2016 — 13;

## Интересные факты
Часто проводил сборы в Дагестане, откликался на имя Абдулла и фамилию Звирбулаев.